# صالح عبد الله
صالح عبد الله صالح نصار، من مواليد 1951، توفي في 7 ديسمبر 2008 ، لاعب كرة قدم كويتي سابق.

## مسيرته الكروية
بدأ حياته الرياضية في عام 1963 في مدرسة الصديق وفي العام نفسه انتقل إلى نادي العربي الكويتي عندما كان في الدسمة حيث لعب ضمن فريق الأشبال ثم لعب مع فريق الناشئين تحت 20 سنة ولعب للفريق الأول في عام 1966، وأعلن اعتزاله اللعب في عام 1975.

## مسيرته الدولية
و في عام 1967 إنضم إلى منتخب الكويت لكرة القدم ومثل المنتخب في كأس العرب 1967 في بغداد، وشارك مع المنتخب في كأس الخليج 1970 وكأس الخليج 1972.

### كأس الخليج 1972
و قد سجل هدف في مرمى منتخب الإمارات لكرة القدم.

## طريقة لعبه
كان يمتاز بقدرته على أداء واجباته الدفاعية في مركز الظهير الأيمن، ويعرف عنه حسن تغطيته للحارس عند خروجه ورفعاته المتقنة للمهاجمين.